# Pohang Steelers
Pohang Steelers južnokorejski je nogometni klub iz Pohanga. Osnovan je 1973. Glavni stadion je Pohang Steel Yard kapaciteta 17.443 gledatelja.

## Naslovi i nagrade
- K League Classic: 1986., 1988., 1992., 2007., 2013.
- korejski FA Cup: 1996., 2008., 2012., 2013., 2023., 2024
- korejski League Cup: 1993., 2009.
- AFC Liga prvaka: 1997., 1998., 2009.